# اسرار هزارساله
اسرار هزار ساله مجموعه‌ای از علی‌اکبر حکمی‌زاده است که همراه با نشریه پرچم در سال ۱۳۲۲ به چاپ رسید.
نویسنده در این جزوه هدف نگارش را زدودن انحرافات از جامعه دینی دانسته و با اشاره به رفتار و اعتقاد دوگانه مردم ایران، تحریفاتی که در دین صورت گرفته شده را بیان می‌کند. این جزوه شرح تفصیلی ۱۳ پرسشی است که در آغاز ۱۳۲۲ برای روحانیون و علمای دینی فرستاده بود ولی پاسخی دریافت نکرده بود. بعد از انتشار این جزوه خالصی زاده اقدام به پاسخگویی به آن در نشریه آیین اسلام کرد. روح‌الله خمینی هم کتاب کشف الاسرار را در رد این کتاب نوشته‌است.
در مورد علت نام‌گذاری جزوه به اسرار هزار ساله، حکمی زاده بیان می‌کند: «می‌گویید هر که را اسرار حق آموختند، مهر کردند و زبانش دوختند؛ می‌گویم این چگونه اسراری است که تنها به مردمان زودباور و بی‌سواد حق دارید بگویید و نشان دهید ولی پای مردمان دقیق و کنجکاو که به میان می‌آید، انگار جزء اسرار می‌شود. اگر سر است به هیچ‌کس نباید گفت و اگر نیست، باری یکبار آن را در چنین مجلسی آشکار کنید»

## سؤالات مطرح شده
1. حاجت خواستن از پیغمبر و امام و شفا خواستن از تربت و سجده کردن بر آن و ساختن این گنبد و بارگاه‌ها، شرک هست یا نه؟ اگر هست بگویید و اگر نیست خواهشمند است اول معنای شرک را بیان کنید تا ببینیم آن شرکی که این همه اسلام و قرآن با آن جنگیده، با این‌ها چه فرق دارد؟
2. آیا می‌توانیم به وسیله استخاره یا غیر آن به خدا راه پیدا کنیم و از نیک و بد آینده با خبر شویم یا نه؟ اگر می‌توانیم پس باید از این راه، سودهای خیلی بزرگ مالی و سیاسی و جنگی ببریم و از همه دنیا جلوتر باشیم، پس چرا مطلب، به عکس شده‌است؟
3. اگر امامت اصل چهارم از اصول مذهب است و اگر چنانچه مفسرین گفته‌اند، بیشتر آیات قرآن ناظر به امامت است، چرا خدا چنین اصل مهم را یکبار هم در قرآن صریح نگفت؟
4. مزد هر کاری بسته‌است به کوششی که برای آن کار می‌شود و سودی که از آن به دست می‌آید. پس این احادیثی که می‌گوید ثواب یک زیارت یا عزاداری یا مانند آن‌ها برابر است با ثواب هزار پیغمبر یا شهید، (آن هم شهید بدر) درست است یا نه؟
5. اینکه می‌گویند مجتهد در زمان غیب (غیبت امام زمان) نایب امام است، راست است؟ اگر راست است حدودش چیست؟ آیا حکومت و ولایت نیز در آن هست یا نه؟
6. اگر روحانی خرج خود را به وسیله کار کردن یا از یک راه ثابت و معین دیگری به دست آورد که در گفتن حقایق آزاد باشد، بهتر است یا مانند امروز خرج خود را بی‌واسطه از دست توده بگیرد و ناچار شود به میل آن‌ها رفتار کند؟
7. این‌که می‌گویند دولت، ظلمه‌است یعنی چه؟ آیا مقصود این است که دولت چون به وظیفه‌اش رفتار نمی‌کند، ظالم است؟ یا مقصود این است که دولت باید به دست مجتهد باشد؟
8. اینکه می‌گویند مالیات حرام است یا نه?
9. آیا بشر حق دارد برای خود قانون وضع کند یا نه؟ اگر دارد آیا اطاعت چنین قانونی واجب است یا نه؟
10. این مسلم است که هم در قرآن و هم در حدیث ناسخ و منسوخ زیاد است و علت این تغییر هم، البته رعایت اقتضای زمان است. حال در جایی که در یک محیط آن هم در یک زمان کمی، قانون برای رعایت زمان عوض شود، آیا ممکن است در همه روی زمین، تا آخر دنیا عوض نشود؟ بعلاوه اینکه می‌گویند همه قوانین اسلام برای همیشه است؟
11. چنانچه گفته‌اند، این احادیثی که امروز در دست ماست، ظنی است و عقل هم این را نمی‌پذیرد که خدای عادل و قادر، اشرف مخلوقات خود را به چیزی امر کند و راه علم به آن را هم بر رویش ببندد.
12. احادیث بسیاری رسیده که با علم و عقل و زندگی و بلکه گاهی با حس نمی‌سازد و در عین حال، سندشان هم صحیح است، مانند احادیث گاو، ماهی، جابلقا… این‌ها را چه باید کرد؟
13. به نظر شما علت اینکه امروز، مردم به دین بی‌علاقه شده‌اند، چیست؟

## علت نامگذاری
در مورد نام گذاری مجموعه به این نام، حکمی زاده چنین بیان می‌کند:
«می‌گویید: هر که را اسرار حق آموختند، مهر کردند و زبانش دوختند. می‌گویم: این چگونه اسراری است که تنها به مردمان زودباور و بی سواد حق دارید بگویید و نشان دهید؛ ولی پای مردمان دقیق و کنجکاو که به میان می‌آید، انگار جزء اسرار می‌شود؟ اگر سرّ است به هیچ‌کس نباید گفت و اگر نیست، باری یک بار آن را در مجلسی آشکار کنید.»